# Conchagüita
Conchagüita es el nombre de una isla volcánica ubicada en el Golfo de Fonseca, en el Océano Pacífico en la parte oriental de la República centroamericana de El Salvador, específicamente en las coordenadas geográficas 13°03′44″N 87°46′01″O / 13.06222, -87.76694. Es parte del distrito de Meanguera del Golfo, uno de los que forman el departamento Salvadoreño de La Unión. Posee 2 caseríos: barrio San José y barrio La Playa. Tiene una superficie aproximada de 8,45 km².